# Oximorfon

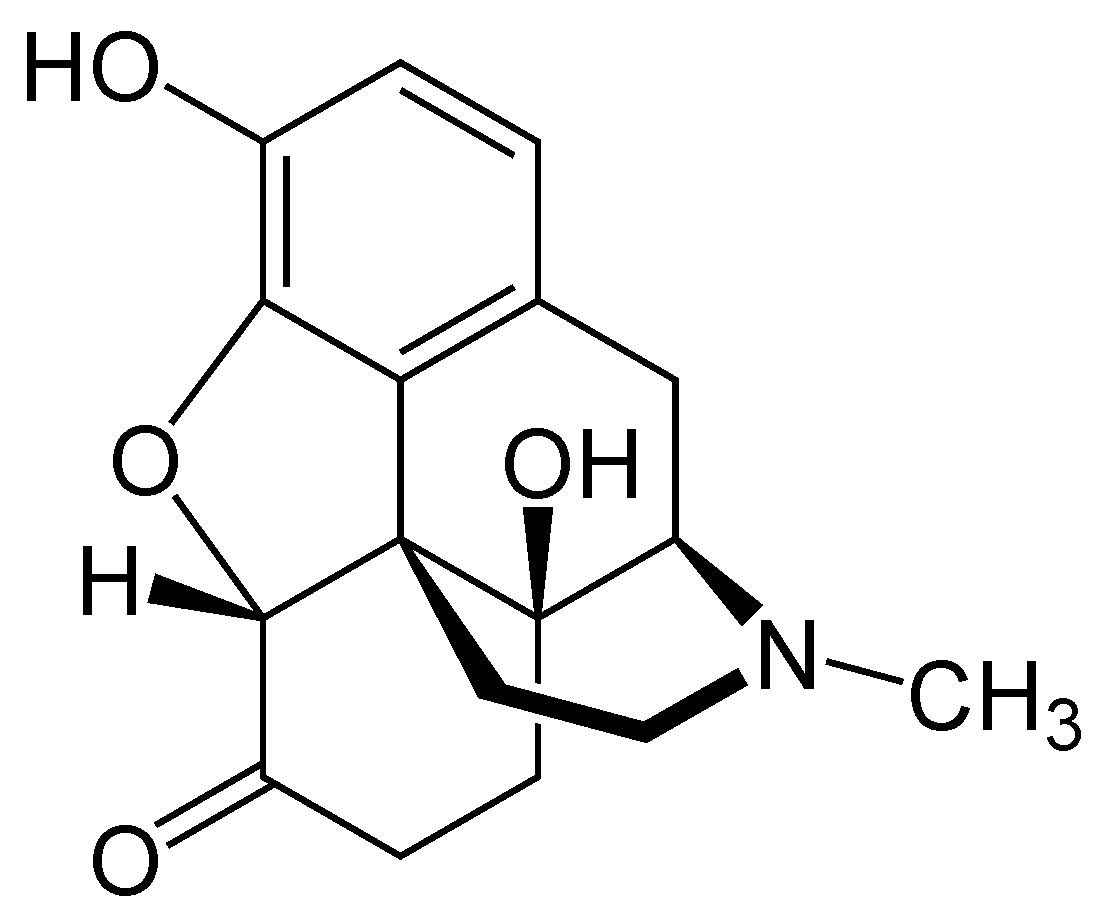
Strukturformel för oximorfon.

Oximorfon, summaformel C17H19NO4, är en kraftigt smärtstillande opioid.
Substansen utvinns ur morfinderivatet tebain och är 6-8 gånger så potent som morfin. 
För närvarande[när?] finns inga läkemedel med oximorfon registrerade i Sverige, och är därför mycket sällsynt förekommande. Det ringa förekomsten av substansen på svarta marknaden i Sverige tros härstamma från smuggling från utlandet.
Substansen är narkotikaklassad och ingår i förteckningen N I i 1961 års allmänna narkotikakonvention, samt i förteckning II i Sverige.